# Michelle (cantante)
Michelle, pseudonimo di Tanja Gisela Hewer (Villingen-Schwenningen, 15 febbraio 1972), è una cantante tedesca.
Michelle ha rappresentato la Germania all'Eurovision Song Contest 2001 svoltosi a Copenaghen cantando il brano Wer Liebe lebt.
La figlia Marie, nata dalla sua relazione con Matthias Reim, ha seguito le orme dei genitori.

## Biografia
Nata a Villingen-Schwenningen, Michelle è cresciuta a Blumberg con una sorella e un fratello in un ambiente sociale difficile, i suoi genitori erano alcolisti violenti. All'età di 10 anni è stata adottata. Canta in gruppi amatoriali locali dall'età di 14 anni.

## Vita privata
Michele ha tre figli:
- Céline Oberloher (nata nel 1997), attrice, dal suo matrimonio (1995-1999) con l'ex cantante dei Wind Albert Oberloher
- Marie Reim (* 2000), cantante pop, dalla sua relazione (1999-2001) con Matthias Reim
- Un'altra figlia (* 2008) dal suo matrimonio (⚭ 2007) con Josef Shitawey[3]

Nel febbraio 2010, la separazione di Michelle da Shitawey è diventata nota; è ritornata al suo nome di nascita dopo il divorzio. 

## Discografia

### Album
- 1993 – Erste Sehnsucht
- 1995 – Traumtänzerball
- 1997 – Wie Flammen im Wind
- 1998 – Nenn es Liebe oder Wahnsinn
- 1999 – Denk' ich an Weihnacht
- 2000 – So was wie Liebe
- 2000 – Eine Reise In Die Zärtlichkeit
- 2001 – Michelle - Best of
- 2002 – Rouge
- 2005 – Leben
- 2006 – Glas
- 2006 – My Passion - come "Tanja Thomas"
- 2007 – Wilde Traume
- 2009 – Goodbye Michelle
- 2010 – Der Beste Moment
- 2012 – L'amour
- 2012 – Essential
- 2014 – The Ultimative Best Of Michelle (3CD)
- 2016 – Ich würd' es wieder tun
- 2018 – Tabu
- 2020 – Anders ist gut

### Singoli
- 1993 – Erste Sehnsucht
- 1993 – Prinz Eisenherz
- 1993 – Und heut' nacht will ich tanzen
- 1994 – Silbermond und Sternenfeuer
- 1995 – Dornröschen ist aufgewacht
- 1995 – Traumtänzerball
- 1997 – Kleine Prinzessin
- 1997 – Im Auge des Orkans
- 1997 – Wie Flammen im Wind
- 1998 – Dein Püppchen tanzt nicht mehr
- 1998 – Der letzte Akkord
- 1998 – Nenn es Liebe oder Wahnsinn
- 2000 – So was wie Liebe
- 2000 – Wirst Du noch da sein
- 2001 – Wer Liebe lebt
- 2002 – Das Hotel in St. Germain
- 2002 – Idiot
- 2005 – Fliegen
- 2005 – Vielleicht nur einmal im Leben
- 2009 – Goodbye Michelle
- 2010 – Nur noch dieses Lied
- 2010 – Gefallener Engel
- 2010 – Manege frei für mein Gefühl
- 2011 – Der beste Moment
- 2011 – Idiot (Versione 2011)
- 2012 – Große Liebe
- 2014 – Paris
- 2014 – Herzstillstand
- 2016 – Wir feiern das Leben
- 2016 – So schön ist die Zeit
- 2017 – Träume haben Flügel